# Art Donovan
Arthur James „Art“ Donovan, Jr. (* 5. Juni 1925 in der Bronx, New York City; † 4. August 2013 in Baltimore, Maryland), Spitzname: „The Bulldog“ war ein US-amerikanischer American-Football-Spieler. Er spielte als Defensive Tackle in der National Football League (NFL), unter anderem für die Baltimore Colts, mit denen er 1958 und 1959 die NFL-Meisterschaft gewann.

## Jugend
Der Großvater von Art Donovan, Mike O’Donovan, kämpfte im Sezessionskrieg und war als Mittelgewichtsboxer Boxweltmeister. Sein Vater, Arthur Donovan Sr., war Kampfrichter im Boxsport. Beide waren zusammen mit Theodore Roosevelt im New York Athletic Club engagiert, Mike war dort der Boxtrainer von Roosevelt. Art Donovan besuchte in der Bronx die Highschool, wo er auch die ersten Schritte als Footballspieler machte.

## Spielerlaufbahn

### Collegekarriere
Art Donovan erhielt 1942 ein Stipendium an der University of Notre Dame. Im folgenden Jahr verließ er dieses College und leistete seinen Militärdienst im United States Marine Corps. Donovan kämpfte im Pazifischen Ozean. Im Oktober 1945 wurde er entlassen, konnte aber sein Studium in South Bend nicht wieder aufnehmen. Er schloss sich daher dem Boston College an. Für die Boston College Eagles, der dort angesiedelten Footballmannschaft, die eine große Rivalität zur Mannschaft der University of Notre Dame hat, spielte er als Tackle sowohl in der Defense, als auch in der Offense. Im Jahr 1947 wurde er durch die New York Giants in der 22 Runde an 204 Stelle der NFL Draft ausgewählt. Donovan entschloss sich aber dazu sein Studium zu beenden und nicht für die Giants zu spielen.

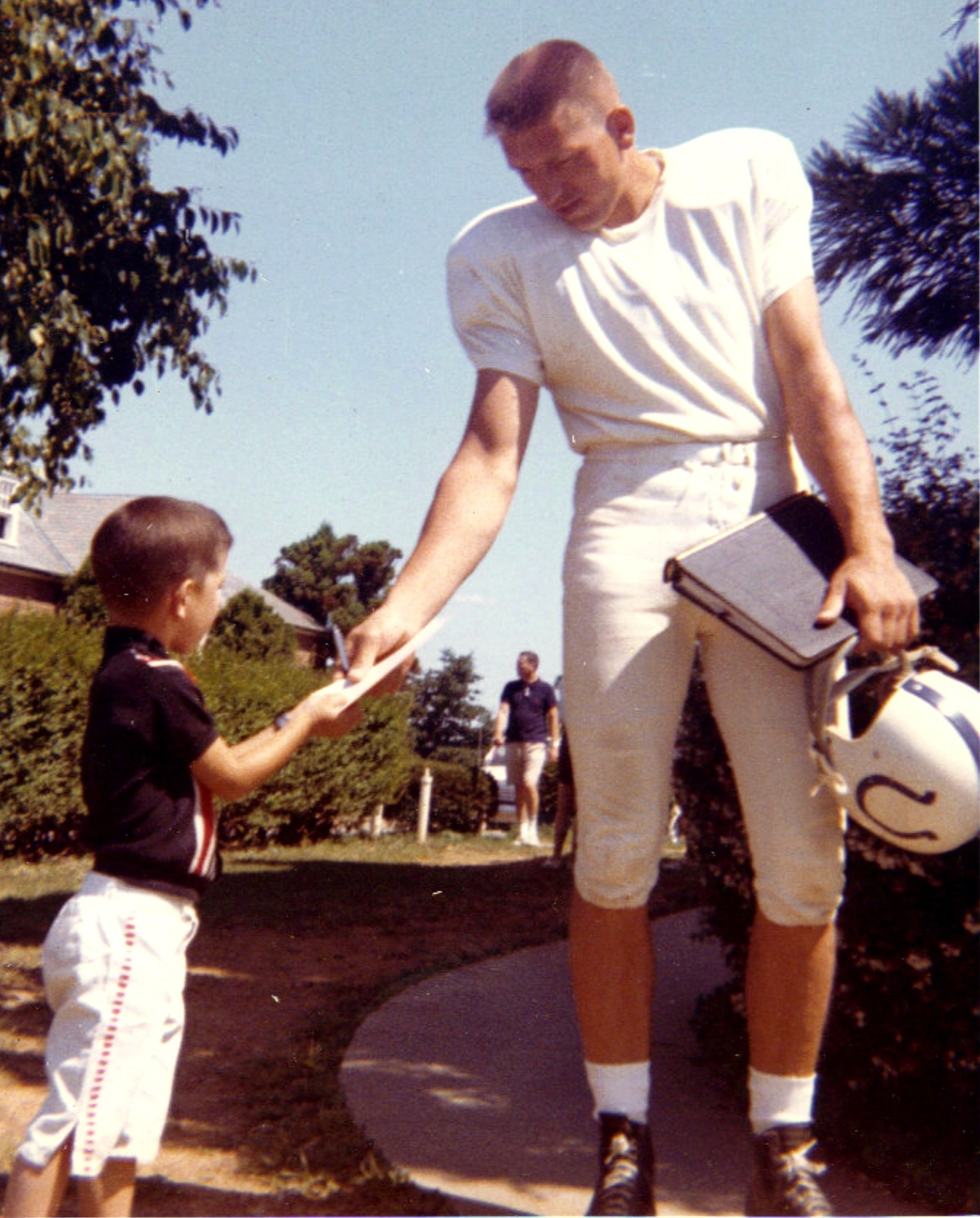
Johnny Unitas

### Profikarriere
1950 schloss sich Art Donovan als Defensive Tackle dem ehemaligen Team der All-America Football Conference (AAFC), den Baltimore Colts, an. Nachdem die AAFC aufgrund finanzieller Probleme 1949 den Spielbetrieb einstellen mussten, wurden die Colts von der NFL übernommen. Die erste Profisaison verlief für Donovan enttäuschend. Die Colts verloren elf ihrer zwölf Spiele und wurden von der NFL nach der Saison ausgeschlossen. 1951 wurde er von den New York Yanks unter Vertrag genommen. Im folgenden Jahr spielte er für die Dallas Texans. Beide Mannschaften blieben erfolglos. Nach dieser Saison gaben die Texans den Spielbetrieb auf, wodurch sie das bislang letzte NFL-Team wurden, die den Spielbetrieb einstellten. Viele Spieler der Texans wurden von den 1953 gegründeten Baltimore Colts verpflichtet. 1954 übernahm Weeb Ewbank das Traineramt bei den Colts. Ihm gelang es mit Spielern wie dem Quarterback Johnny Unitas, dem Wide Receiver Raymond Berry oder dem Fullback Alan Ameche ein Spitzenteam aufzubauen. Donovan wurde neben Gino Marchetti zu einem Schlüsselspieler in der Defense der Colts.
Im Jahr 1958 gewann Arthur Donovan seinen ersten NFL-Titel. Die Colts qualifizierten sich für das NFL-Meisterschaftsspiel und traten in diesem Spiel gegen die New York Giants an. Das Spiel war lange Zeit ausgeglichen. Erst wenige Sekunden vor Spielschluss gelang der Mannschaft aus Maryland der Ausgleich. Alan Ameche erzielte den entscheidenden Touchdown in der Overtime und die Colts gewannen mit 23:17.
Das Spiel wurde später von Kommentatoren als The Greatest Game Ever Played tituliert und trug viel zur stark wachsenden Popularität des Profi-Footballs bei.
Im Jahr 1959 konnte Donovan seinen zweiten Titel gewinnen. Erneut waren die Giants im NFL-Endspiel der Gegner. Sie mussten sich nochmals, diesmal mit 31:16, geschlagen geben. 1961 beendete Art Donovan seine Spielerlaufbahn.

## Nach der NFL
Art Donovan trat nach seiner Laufbahn immer wieder als Gast und Gastgeber in diversen Fernsehshows auf. Im Jahr 1987 veröffentlichte er seine Autobiografie. Art Donovan besaß und leitete mit seiner Ehefrau einen Country Club in Towson, Maryland. Am 4. August 2013 verstarb Art Donavan in einem Krankenhaus in Baltimore. Er ist auf dem Dulaney Valley Memorial Gardens in Timonium, Maryland, beerdigt.

## Ehrungen
Arthur Donovan spielte fünfmal im Pro Bowl und wurde sechsmal zum All-Pro gewählt. Seine Rückennummer 70 wird bei den Colts nicht mehr vergeben. Er ist Mitglied in der Marine Corps Sports Hall of Fame, in der Boston College Varsity Club Athletic Hall of Fame, im NFL 1950s All-Decade Team und in der Pro Football Hall of Fame. Die Baltimore Ravens, einem Verein, bei dem er nie gespielt hat, ehren ihn, wie viele ehemalige Spieler der Colts, auf dem Ring of Honor.